# Mukbile Sultan
Emine Mukbile Sultan (19. září 1911 – 21. května 1995) byla osmanská princezna, dcera Şehzade Ömera Hilmi a vnučka sultána Mehmeda V.

## Mládí
Mukbile Sultan se narodila 19. září 1911 v paláci Dolmabahçe. Jejím otcem byl Şehzade Ömer Hilmi a matkou konkubína Gülnev Hanim. Byla prvním dítětem a jedinou dcerou svých rodičů. Měla o dva roky mladšího bratra, Şehzade Mahmud Namık. Byla vnučkou sultána Mehmeda V. (vláda v letech 1909-1918) a jeho manželky Mihrengiz Kadin.
Dne 29. října 1923 byla vyhlášena Turecká republika. V roce 1924 museli všichni členové dynastie opustit území republiky - rodina se nejdříve usadila v Bejrútu v Libanonu a poté v Nice ve Francii.

## Manželství
Mukbile byla v roce 1928 zasnoubena se svým bratrancem Ali Vâsibem, synem Şehzade Ahmed Nihada a vnukem Şehzade Mehmed Selaheddina. Oddáni byli 30. listopadu 1931 v hotelu Ruhl v Nice ve Francii. Pár se v roce 1935 přestěhoval do Alexandrie v Egyptě. V červenci roku 1940 porodila jejich jediného syna, Şehzade Osman Selaheddina.
Po změně zákonů v roce 1952 se mohly princezny vrátit zpět do Turecka. Mukbile se ale rozhodla zůstat v Alexandrii. Do Istanbulu odešla spolu s manželem a synem až v roce 1974, kdy se mohli vrátit i mužští členové dynastie a usadili se ve čtvrti Beşiktaş. Téhož roku navštívila spolu se synem palác Dolmabahçe. V roce 1977 se stal její manžel Ali Vâsib hlavou Osmanské dynastie a byl jí až do své smrti v roce 1983.

## Smrt
Mukbile Sultan zemřela 21. května 1995 v Beşiktaş v Istanbulu ve věku 83 let. Byla pohřbena v mauzoleu jejího dědy na Eyüpském hřbitově.

## Potomstvo
Mukbile a Ali Vâsib měli jednoho syna:
- Osman Selaheddin Osmanoğlu (* 7. července 1940, Alexandrie, Egypt), oženil se a měl děti